# Сага про людей льоду (цикл романів)
Сага про Людей Льоду (швед. Sagan om Isfolket) — 47-томний цикл історико-фентезійних романів, написаний шведською мовою норвезькою письменницею Маргіт Сандему. Серія заснована на історичних подіях, однак рясніє фантастичними і містичними елементами.
Роман оповідає про стародавній клан Людей Льоду, над яким тяжіє прокляття прабатька клану — Тенгеля Злого, що уклав угоду з дияволом. В кожному поколінні народжується, принаймні, один проклятий з магічними здібностями і схильністю до зла. Зовнішніми ознаками проклятого є жовті очі, монголоїдні риси і, найчастіше, аномалії будови скелета. Деякі прокляті борються зі своєю схильністю до зла, інші приймають її як є, і це є однією з основних тем оповідання.
Доля клану в романі простежується протягом кількох століть — дія першого тома відбувається в 1581 році, а останнього в 1960-х роках. У кожному томі розказана окрема історія, зазвичай, одного або кількох членів клану. Зазвичай головною героїнею є жінка — член клану, або обраниця члена клану.

## Романи
| №  | Українська назва         | Шведська назва               | Рік видання | Сторінки |
| -- | ------------------------ | ---------------------------- | ----------- | -------- |
| 1  | Зачарована               | Trollbunden                  | 1982        | 255      |
| 2  | Полювання на відьом      | Häxjakten                    | 1982        | 251      |
| 3  | Безодня (Пекло)          | Avgrunden                    | 1982        | 254      |
| 4  | Томління                 | Längtan                      | 1982        | 253      |
| 5  | Смертний гріх            | Dödssynden                   | 1982        | 254      |
| 6  | Зловісна спадщина        | Det onda arvet               | 1982        | 253      |
| 7  | Примарний замок          | Spökslottet                  | 1982        | 255      |
| 8  | Донька ката              | Bödelns dotter               | 1982        | 253      |
| 9  | Нестерпна самотність     | Den ensamme                  | 1982        | 252      |
| 10 | Завірюха                 | Vinterstorm                  | 1983        | 254      |
| 11 | Кривава помста           | Blodshämnd                   | 1983        | 256      |
| 12 | Лихоманка в крові        | Feber i blodet               | 1983        | 251      |
| 13 | Сліди сатани             | Satans fotspår               | 1983        | 256      |
| 14 | Останній з лицарів       | Den siste riddaren           | 1983        | 251      |
| 15 | Вітер зі сходу           | Vinden från öster            | 1984        | 248      |
| 16 | Квітка шибениці          | Galgdockan                   | 1984        | 253      |
| 17 | Гора демонів             | Dödens trädgård              | 1984        | 252      |
| 18 | Таємниця                 | Bakom fasaden                | 1984        | 254      |
| 19 | Драконячі ікла           | Drakens tänder               | 1984        | 252      |
| 20 | Крила чорного ворона     | Korpens vingar               | 1985        | 256      |
| 21 | Ущелина диявола          | Vargtimmen                   | 1985        | 254      |
| 22 | Демон та діва            | Demonen och jungfrun         | 1985        | 253      |
| 23 | Весняне жертвоприношення | Våroffer                     | 1985        | 251      |
| 24 | Глибини Землі            | Djupt i jorden               | 1985        | 253      |
| 25 | Ангел з чорними крилами  | Ängel med dolda horn         | 1985        | 253      |
| 26 | Будинок у Ельдаф'орді    | Huset i Eldafjord            | 1986        | 255      |
| 27 | Скандал                  | Synden har lång svans        | 1986        | 254      |
| 28 | Лід та полум'я           | Is och eld                   | 1986        | 256      |
| 29 | Любов Люціфера           | Lucifers kärlek              | 1986        | 255      |
| 30 | Чудовисько               | Människadjuret               | 1986        | 251      |
| 31 | Поромник                 | Färjkarlen                   | 1987        | 253      |
| 32 | Ненажерливість           | Hunger                       | 1987        | 254      |
| 33 | Демон ночі               | Nattens demon                | 1987        | 252      |
| 34 | Жінка з берега           | Kvinnan på stranden          | 1987        | 252      |
| 35 | Мандрівка у темряві      | Vandring i mörkret           | 1987        | 254      |
| 36 | Зачарований Місяць       | Trollmåne                    | 1987        | 250      |
| 37 | Страх                    | Stad i skräck                | 1987        | 251      |
| 38 | Приховані сліди          | Små män kastar långa skuggor | 1988        | 251      |
| 39 | Мовчазні крики           | Rop av stumma röster         | 1988        | 252      |
| 40 | У пастці часу            | Fångad av tiden              | 1988        | 252      |
| 41 | Гора демонів             | Demonernas fjäll             | 1988        | 252      |
| 42 | Затишшя перед штормом    | Lugnet före stormen          | 1988        | 249      |
| 43 | Покарання за любов       | En glimt av ömhet            | 1989        | 250      |
| 44 | Жахливий день            | Den onda dagen               | 1989        | 253      |
| 45 | Легенда про Марко        | Legenden om Marco            | 1989        | 249      |
| 46 | Черна вода               | Det svarta vattnet           | 1989        | 250      |
| 47 | Хто там у темряві        | Är det någon därute?         | 1989        | 252      |